# Fons Orie
Alphonsus Martinus Maria (Fons) Orie (Groningen, 23 november 1947) is een Nederlands jurist. Hij begon zijn loopbaan als docent strafrecht en was vervolgens advocaat voor strafzaken aan de Hoge Raad. Hij werd vooral bekend als rechter van het Joegoslavië-tribunaal, waar hij onder andere betrokken was bij de rechtszaken tegen Radovan Karadžić, Ratko Mladić en Ante Gotovina. Orie staat bekend als een pragmatisch jurist die principes uit het Nederlandse recht heeft meegebracht naar het Joegoslavië-tribunaal om processen te versnellen. Hij werd voor het eerst benoemd als rechter bij het tribunaal in 2001 en werd herbenoemd in 2005 en 2010.

## Levensloop
Orie studeerde van 1966 tot 1971 rechten en behaalde zijn graad van Meester in de rechten aan de Universiteit Leiden. Verder volgde hij nog een studie in Europees strafrecht aan de Vrije Universiteit Brussel. Hij spreekt vloeiend Engels, Frans en Duits.
Vanaf 1971 doceerde hij aan de faculteit strafrecht van de Universiteit Leiden, tot hij in 1980 werd toegelaten tot de balie bij de Hoge Raad. Hij was vanaf dat moment partner van het advocatenkantoor Wladimiroff & Spong, waarbij hij zich vooral richtte op strafzaken voor de Hoge Raad. Van 1994 tot 1997 was hij raadsheer plaatsvervanger in het Gerechtshof Amsterdam en sinds 1998 was hij een door de kroon benoemd rechter in Hof van Discipline. Hij bleef daarnaast werkzaam als strafrechtadvocaat.
In 1980 was hij een van de oprichters van het Gezelschap voor Internationaal Strafrecht, de Nederlandse afdeling van de International Association of Penal Law. Sinds 1997 is hij ook bestuurslid van het Nederlands Gezelschap voor Internationaal Recht. Verder bekleedde hij verschillende adviesfuncties die in de loop van de jaren negentig een steeds internationaler karakter kregen. Zo adviseerde hij regeringen van andere landen als die van België en Tsjechië. Hij geeft lezingen op het gebied van internationaal strafrecht aan instituten en universiteiten in verschillende andere landen.
In 1995 nam hij de verdediging van Duško Tadić op zich en hij was hiermee vanaf de eerste zaak aan het Joegoslavië-tribunaal verbonden. Tadić werd twee jaar later veroordeeld tot twintig jaar gevangenisstraf vanwege zijn misdaden in het Kamp Omarska. Van 1997 tot 2001 was Orie lid van de tweede kamer van de Hoge Raad, de zogeheten strafkamer.
Vervolgens werd hij in 2001 rechter in het Joegoslavië-tribunaal en in 2004 werd hij herkozen voor een nieuwe termijn. Hij was betrokken bij meerdere rechtszaken en voorzitter van de kamers die de zaken tegen Radovan Karadžić, Ratko Mladić en Ante Gotovina behandelden. Omdat Mladić succesvol een wrakingsverzoek tegen Orie had ingediend vanwege de Nederlandse betrokkenheid bij de Val van Srebrenica, leidde hij in deze zaak alleen de voorbereidende hoorzittingen en niet de hoofdzittingen. De behandelend rechter Fausto Pocar verwees de zaak daarop door naar een andere strafkamer van het tribunaal.
Volgens Orie zelf heeft hij een dosis Nederlands juridisch pragmatisme meegebracht naar het tribunaal. Tijdens hoorzittingen kapte hij wollig taalgebruik af of drong hij erop aan tot de kern van het verhaal te komen, met als doel de procesgang te versnellen. Naar eigen zeggen, verwacht hij niet dat het tribunaal een afschrikkende werking zal hebben op toekomstige oorlogsmisdadigers. Sinds de start in juli 2013 is hij ook rechter van het Internationale Residumechanisme voor Straftribunalen.